# Док-Джанкшен (Джорджія)
Док-Джанкшен (англ. Dock Junction) — переписна місцевість (CDP) в США, в окрузі Глінн штату Джорджія. Населення — 8266 осіб (2020).

## Географія
Док-Джанкшен розташований за координатами 31°12′10″ пн. ш. 81°30′56″ зх. д. / 31.20278° пн. ш. 81.51556° зх. д. (31.202712, -81.515425).  За даними Бюро перепису населення США в 2010 році переписна місцевість мала площу 27,39 км², з яких 24,37 км² — суходіл та 3,02 км² — водойми.

## Демографія
Згідно з переписом 2010 року, у переписній місцевості мешкала 7721 особа в 3046 домогосподарствах у складі 1995 родин. Густота населення становила 282 особи/км².  Було 3531 помешкання (129/км²).
Расовий склад населення:
| - 61,2 % — білих - 27,9 % — чорних або афроамериканців - 1,5 % — азіатів - 0,2 % — корінних американців - 7,0 % — осіб інших рас |

До двох чи більше рас належало 2,0 %. Частка іспаномовних становила 11,2 % від усіх жителів.
За віковим діапазоном населення розподілялося таким чином: 24,3 % — особи молодші 18 років, 61,5 % — особи у віці 18—64 років, 14,2 % — особи у віці 65 років та старші. Медіана віку мешканця становила 37,0 року. На 100 осіб жіночої статі у переписній місцевості припадало 91,7 чоловіків;  на 100 жінок у віці від 18 років та старших — 88,8 чоловіків також старших 18 років.
Середній дохід на одне домашнє господарство  становив 39 476 доларів США (медіана — 33 511), а середній дохід на одну сім'ю — 42 780 доларів (медіана — 36 644). За межею бідності перебувало 26,7 % осіб, у тому числі 34,9 % дітей у віці до 18 років та 10,4 % осіб у віці 65 років та старших.
Цивільне працевлаштоване населення становило 2995 осіб. Основні галузі зайнятості: освіта, охорона здоров'я та соціальна допомога — 16,2 %, роздрібна торгівля — 15,8 %, науковці, спеціалісти, менеджери — 12,1 %, мистецтво, розваги та відпочинок — 11,4 %.